# Loveland (Colorado)
Loveland é uma cidade localizada no estado americano de Colorado, no Condado de Larimer.

## Demografia
Segundo o censo americano de 2000, a sua população era de 50.608 habitantes.
Em 2006, foi estimada uma população de 61.122, um aumento de 10514 (20.8%).

## Geografia
De acordo com o United States Census Bureau tem uma área de
66,0 km², dos quais 63,6 km² cobertos por terra e 2,4 km² cobertos por água. Loveland localiza-se a aproximadamente 1504 m acima do nível do mar.

## Localidades na vizinhança
O diagrama seguinte representa as localidades num raio de 24 km ao redor de Loveland.